# 私立江南大學
江南大学，是于1947年至1952年间存在的一所私立高等院校，由中国近代民族资本家荣德生出资创办。私立江南大学是解放前中国的私立大学，与中央大学、金陵大学、东吴大学并称江苏四大高校。

## 历史
1947年，私立江南大学创立，是无锡历史上第一所正规的本科大学。
江南大学设立了“三院九系”, 分别为文学院（设中文系、外文系、史地系、经济系）、理工学院（设数理系、化工系、机电系）、农学院（设农艺系、农产制造系）。各专业均为四年制本科。1948年，增设面粉专修科（三年制）。1949年下半年，改设工业管理系。
1947年，国立中央大学农业化学系食品工程教授秦含章受聘兼任私立江南大学教授及农产制造系主任；1948年，钱穆受聘担任文学院首任院长兼历史系主任。
1950年，私立江南大学食品工业系创建，是历史上新中国的第一个食品工业系。朱宝镛教授1949年开始在实业家荣德生先生创建的江南大学兼课，1950年接替前任秦含章教授任农产品制造系主任，遂引进美国麻省理工学院食品工程系和苏联食品工业学院的教学计划，并亲自上北京，向高教部、食品工业部汇报，1950年6月正式在私立江南大学农产品制造系基础上创建食品工业系，7月朱宝镛教授改任食品工业系首任系主任，并开始以私立江南大学食品工业系名义招收学生。
1952年高校院系调整，私立江南大学各系撤并。机械工程系、电机工程系和食品工业系参与合并组建南京工学院（今东南大学），化工系参与合并组建华东化工学院（今华东理工大学），工业管理系并入上海财政经济学院（今上海财经大学），农艺系参与合并组建苏北农学院（扬州大学前身之一），数理系参与合并组建苏南师范学院（今苏州大学）。江南大学建制撤销。1952年撤并后无锡市政府及国家教委分别于1985年7月及2001年1月两次通过合并重组等方式对私立江南大学进行了一定程度的重建。
1958年，食品工业系迁回无锡扩建为无锡轻工业学院，1962年无锡纺织工学院并入，1994年无锡轻工业学院纺织分院并入，1995年升格更名为无锡轻工大学，2001年和江南学院（原名江南大学，亦沿袭私立江南大学校祚）、无锡教育学院合并组建新江南大学。2003年东华大学无锡校区并入江南大学。